# Inderøy
Inderøy là một đô thị ở hạt Trøndelag, Na Uy. Đô thị này thuộc vùng Innherad. Trung tâm hành chính của đô thị này là làng Straumen. Inderøy tạ lạc trên một bán đảo ở khu vực bên trong Trondheimsfjorden, giáp Levanger, Mosvik, Steinkjer, Verdal và Verran. Kinh tế địa phương chủ yếu là nông nghiệp.
Tên đô thị này trong tiếng Na Uy Cổ là Innriøy và Øyin innri.
Huy hiệu được phong ngày 5 tháng 10 năm 1984. Huy hiệu có bốn con cá trên nền màu đỏ. Loài cá (European plaice) này đã từng có nhiều ở khu vực này, là một trong những nguồn thu nhập của cư dân ở đây cho đến năm 1940.
Inderøy đã được lập thành một đô thị ngày 1 tháng 1 năm 1838 (xem formannskapsdistrikt). Các khu vực Røra và Sandvollan đã được tách ra từ Inderøy để lập các đô thị vào ngày 1 tháng 1 năm 1907, nhưng lại được sáp nhập lại với Inderøy vào ngày 1 tháng 1 năm 1962.